# John Jairo Castillo
John Jairo Castillo Angulo (Cali, 20 aprile 1984) è un ex calciatore colombiano, di ruolo attaccante.